# Lescure-Jaoul
 Lescure-Jaoul  là một xã ở tỉnh Aveyron, thuộc vùng Occitanie ở miền nam nước Pháp.